# Marcu Văluță
Marcu Văluță (n. 16 mai 1879, Grinăuți, Basarabia, Imperiul Rus – d. 1959, Pitești, România) cărturar, jurnalist, literat, unul dintre cei mai reprezentativi profesori ai învățământului secundar din Basarabia interbelică. Prim director al publicației Cuget moldovenesc apărută inițial la Bălți (perioada 24 ianuarie 1932-decembrie 1937), apoi la Iași (perioada ianuarie 1938-decembrie 1943). După ocupația repetată a Basarabiei în 1944, Marcu Văluță se stabilește la Pitești, unde moare la vârsta de 80 de ani.
S-a născut într-o familie de țărani înstăriți care a avut grijă ca toți cei 6 copii să învețe carte. Marcu Văluță și frații săi Nicol, Fedot și Ion au absolvit câte o facultate. Marcu a învățat la școala primară din Bălți, apoi, între 1890 - 1900, la Liceul nr. 1 din Chișinău. Urmează studii superioare la Facultatea de Istorie și Filologie (1900 - 1904) de la Universitatea din Odesa. Tot acolo își desfășoară activitatea pedagogică, atât la Liceul de fete „E. S. Pașcovschi”, cât și la Liceul real de băieți.
Unirea Basarabiei cu România aduce o nouă etapă în viața profesorului. Prin Ordinul 2515 din 19 septembrie 1918 al Ministerului Cultelor și Instrucțiunii, Marcu Văluță este numit Director al Liceului de Băieți din Bolgrad. În această funcție va rămâne până în septembrie 1929, singura intermitență fiind perioada 1 noiembrie 1921-19 februarie 1922 când a activat în calitate de Director General al Învățământului din Basarabia. Începând cu 1 septembrie 1929 Marcu Văluță este transferat la Liceul de băieți „Ion Creangă” din Bălți, unde îl va gestiona în calitate de director. Acolo va reuși să adune în jurul său o pleiadă de profesori notorii: P. Stati, G. Cârțu, S. Vararu, G. Brun, E. Cucer.
Marcu Văluță a fost decorat cu ordinul rusesc „Sviatoi Stanislav” (1.I.1914), cu Medalia „Răsplata Muncii pentru Învățământ” (8. VII.1919), Medalia aniversară pentru 25 de ani în serviciul statului (23.II.1932) și cu Ordinul „Coroana României” în grad de cavaler (15.VII.1935).